# Dolmuş

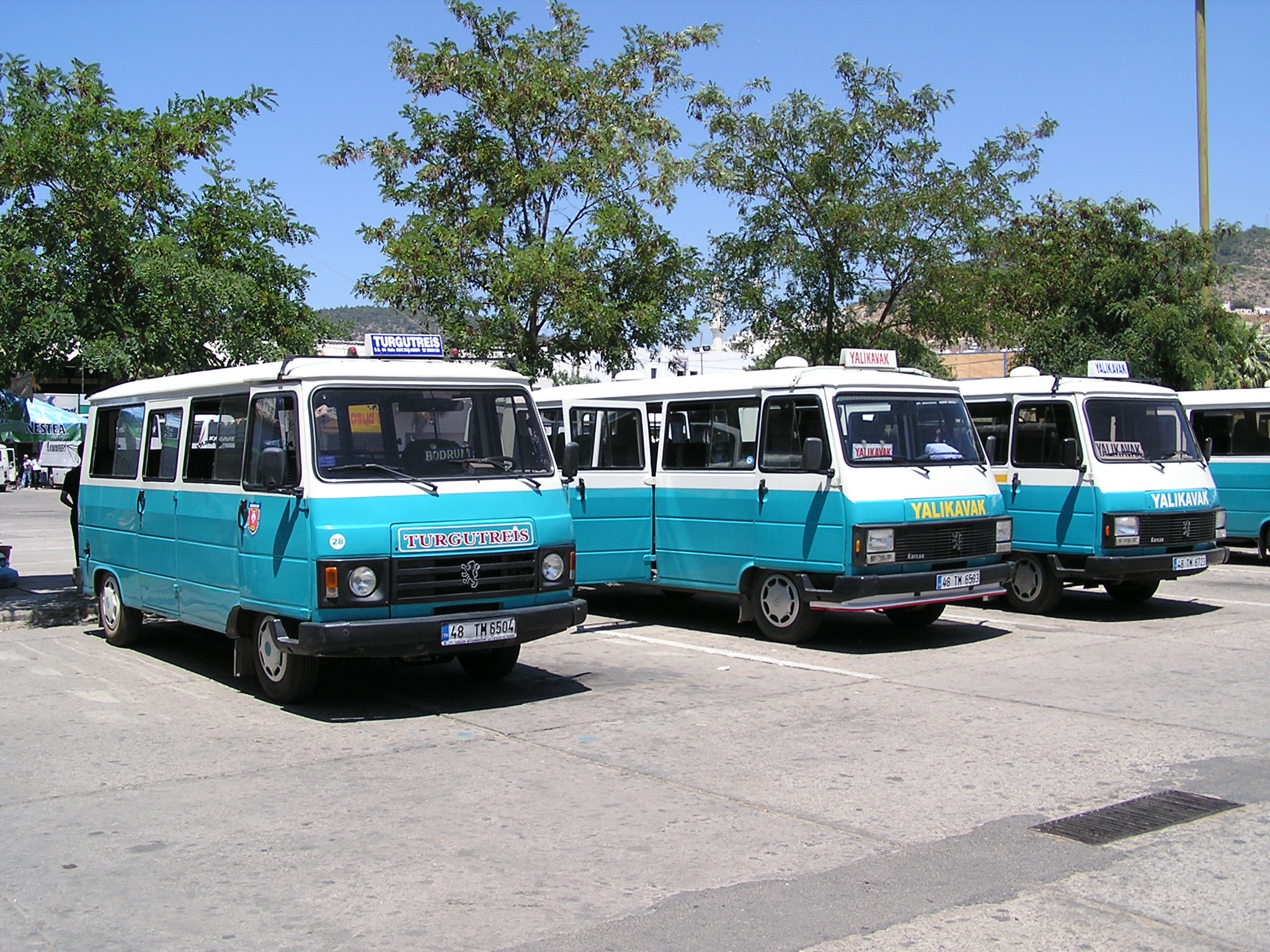
Na autobusovém nádraží v Bodrumu

Dolmuş je sdílené taxi, které je jedním z hlavních druhů veřejné dopravy v Turecku a na Severním Kypru. Dolmuş znamená v turečtině „plný“. Dolmuş je za čelním sklem označen cílovým místem a odjíždí z autobusového nádraží (tur. otogar) teprve tehdy, když je zaplněn. Nepodaří-li se jej naplnit, projíždí městem tak dlouho, dokud se nenaplní. Osádku tvoří zpravidla dva muži, řidič a průvodčí. Dolmuşe zajišťují kromě příměstské dopravy zpravidla také městskou dopravu.
Ceny jsou dané městem nebo oblastním orgánem. Jízdné dolmuşem je přibližně dvojnásobné oproti autobusové dopravě (ale někdy může být i nižší) a přibližně desetinové oproti taxislužbě.
Základními druhy dopravy v Turecku jsou vlak, autobus, dolmuş a taxi. Klasické autobusy jezdí zpravidla jen na delší vzdálenosti a přímo bez zastávek po trase.